# China Open (snooker)
China Open  je poklicni snooker turnir, ki ga prirejajo vsako leto in šteje za svetovno jakostno lestvico. 
Turnir je bil med letoma 1995 in 1999 petkrat izveden pod štirimi različnimi imeni: Thailand Classic, Asian Classic, China Challenge in China International. Turnir je imel ves čas status jakostnega turnirja, z izjemo leta 1997, ko je izpadel iz koledarja jakostnih turnirjev. Leta 2000 in 2002 je turnir prvič potekal pod imenom China Open, po sezoni 2002/03 so ga začasno ukinili. 
Znova so ga obudili v sezoni 2004/05, ko so se pri Svetovni snooker zvezi odločili, da zaradi dviga popularnosti snookerja na Kitajskem zopet zaženejo turnir China Open. Da bi turnir približali kitajskemu občinstvu, so organizatorji vpeljali tudi poseben wildcard krog, v katerem dobijo najboljši kitajski igralci priložnost, da se pomerijo z najboljšimi igralci na svetu in se v primeru zmage uvrstijo neposredno na zaključni turnir, ki ga prenašajo po televiziji. 
Turnir trenutno poteka v mesecu marcu v Pekinški univerzitetni študentski telovadnici v okrožju Haidan, Peking. Turnir je zadnji jakostni turnir pred Svetovnim prvenstvom, čeprav kvalifikacije za uvrstitev na turnir potekajo že decembra, zavoljo organizacije in logistike, saj igralci na zaključni turnir potujejo ven iz Evrope. 
Največ zmag na turnirju sta doslej zbrala Ronnie O'Sullivan in Mark Williams, oba sta slavila trikrat. 

## Zmagovalci
| Leto                           | Zmagovalec                  | Nasprotnik v finalu         | Končni izid                 | Sezona                      |
| Thailand Classic (jakostni)    | Thailand Classic (jakostni) | Thailand Classic (jakostni) | Thailand Classic (jakostni) | Thailand Classic (jakostni) |
| ------------------------------ | --------------------------- | --------------------------- | --------------------------- | --------------------------- |
| 1995                           | John Parrott                | Nigel Bond                  | 9 - 6                       | 1995/96                     |
| Asian Classic (jakostni)       |                             |                             |                             |                             |
| 1996                           | Ronnie O’Sullivan           | Brian Morgan                | 9 - 8                       | 1996/97                     |
| China Challenge (nejakostni)   |                             |                             |                             |                             |
| 1997                           | Steve Davis                 | Jimmy White                 | 7 - 4                       | 1997/98                     |
| China International (jakostni) |                             |                             |                             |                             |
| 1999                           | John Higgins                | Billy Snaddon               | 9 - 3                       | 1998/99                     |
| 1999                           | Ronnie O'Sullivan           | Stephen Lee                 | 9 - 2                       | 1999/00                     |
| China Open (jakostni)          |                             |                             |                             |                             |
| 2000                           | Ronnie O'Sullivan           | Mark Williams               | 9 - 3                       | 2000/01                     |
| 2002                           | Mark Williams               | Anthony Hamilton            | 9 - 8                       | 2001/02                     |
| 2005                           | Ding Junhui                 | Stephen Hendry              | 9 - 5                       | 2004/05                     |
| 2006                           | Mark Williams               | John Higgins                | 9 - 8                       | 2005/06                     |
| 2007                           | Graeme Dott                 | Jamie Cope                  | 9 - 5                       | 2006/07                     |
| 2008                           | Stephen Maguire             | Shaun Murphy                | 10 - 9                      | 2007/08                     |
| 2009                           | Peter Ebdon                 | John Higgins                | 10 - 8                      | 2008/09                     |
| 2010                           | Mark Williams               | Ding Junhui                 | 10 - 6                      | 2009/10                     |